# غاينثا
بلدية غاينثا (بالإسبانية: Gaínza) هي بلدية تقع في مقاطعة غيبوثكوا التابعة لمنطقة إقليم الباسك شمال إسبانيا.

## الديموغرافيا
بلغ عدد سكان بلدية غاينثا 130 نسمة عام 2011 (وفقاً للمعهد الوطني للإحصاء الإسباني).
| 136 | 1336 | 136 | 122 | 136 | 132 | 130 |